# گریگور جاقتیان
گریگور جاقتیان (ارمنی: Գրիգոր Ջաղեթյան؛ زاده ۱۸۸۵ – درگذشته ۱۹۳۸) سیاست‌مدار اهل ارمنستان بود. او از ۲۴ آوریل ۱۹۱۹ تا ۵ اوت ۱۹۱۹ وزیر دارایی اولین جمهوری ارمنستان بود.

## زندگی‌نامه
وی در ۱۸۸۵ در ایجوان به دنیا آمد و در ۱۹۳۸ در سن ۵۳ سالگی درگذشت.